# Хёинк, Вильгельм
Вильгельм Хёинк (нем. Wilhelm Höynck; 11 декабря 1933, Золинген — 15 мая 2025, Бонн) — немецкий дипломат, первый Генеральный секретарь ОБСЕ.

## Биография
Родился в Золингене (Северный Рейн-Вестфалия). Учился во Фрайбурге и Бонне. Намеревался заняться юридической практикой, но интерес к истории и политике взяли верх. В 1964 году Хёинк получает в Кёльнском университете диплом доктора международного частного права и сравнительного правоведения, после чего готовится к экзаменам для поступления на дипломатическую службу.
Первым дипломатическим опытом Хёинка становится должность атташе в Генеральном консульстве в Бордо. С 1966 года работает в Министерстве иностранных дел в Бонне. С 1969 по 1971 — заместитель посла (постоянный представитель) в Сайгоне (во время Вьетнамской войны).
По возвращении в Европу становится первым секретарём Представительства ФРГ в НАТО в Брюсселе. Затем возвращается в Министерство иностранных дел, где работает на разных должностях (заместителем начальника отдела Ближнего Востока и Магриба, начальником отдела Восточной Европы и др.).
В 1983 году Хёинк переезжает в Женеву, где становится заместителем главы Постоянного представительства ФРГ при ООН. Однако в 1986 возвращается в Министерство иностранных дел в качестве директора Департамента по экономическим связям, а затем директора Департамента Восточной Европы.
В феврале 1991 года Хёинк становится послом по особым поручениям.
С 15 июня 1993 по 15 июня 1996 года Вильгельм Хёинк был Генеральным секретарём ОБСЕ. Затем в 1999—2001 возглавлял миссию ОБСЕ в Центральной Азии. Впоследствии постоянно сотрудничал с ОБСЕ, входил в состав различных комиссий и выступал в качестве эксперта.
Скончался 15 мая 2025 года в Бонне.